# 谷澤達也
谷澤達也（1984年10月3日—），日本職業足球員，日本20歲以下足球代表隊成員。現效力於日職球隊町田澤維亞。

## 俱乐部生涯
2003年，谷澤達也在柏雷素爾开始足球生涯。2008年转会至市原千葉JEF聯，2011年转会至FC東京，2012年转会至市原千葉JEF聯，2016年转会至町田澤維亞。

## 日本國家足球隊
谷澤達也参加了2003年世界青年錦標賽。

## 外部連結
- （日語）J.League Data Site（页面存档备份，存于）